# Bartramia hampeana
Bartramia hampeana är en bladmossart som beskrevs av C. Müller 1858. Bartramia hampeana ingår i släktet äppelmossor, och familjen Bartramiaceae. Inga underarter finns listade i Catalogue of Life.